# Noiembrie 2012
Acest articol este generat integral pe baza informațiilor din articolul 2012 și este actualizat periodic de un robot.
 Editările făcute în articol vor fi șterse la următoarea actualizare! Dacă doriți să faceți modificări, editați articolul-sursă.

ianuarie -
februarie -
martie -
aprilie -
mai -
iunie -
iulie -
august -
septembrie -
octombrie -
noiembrie -
decembrie
Noiembrie 2012 a fost a unsprezecea lună a anului și a început într-o zi de joi.

## Evenimente

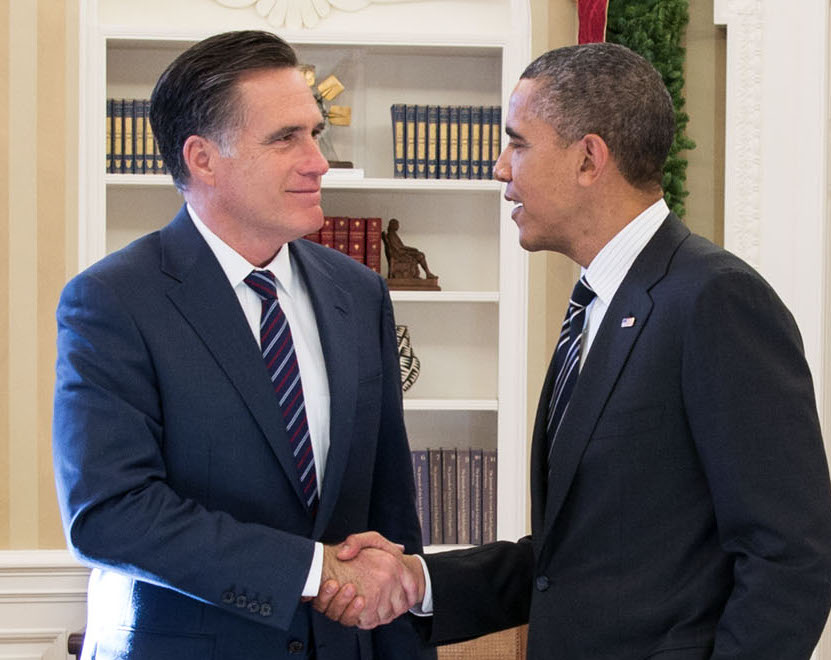
Președintele american Barack Obama și Mitt Romney

- 2 noiembrie: Un cutremur cu magnitudinea de 6,4 Richter a avut loc în cursul nopții de vineri spre sâmbătă pe insula filipineză Mindanao.
- 6 noiembrie: Alegeri prezidențiale în SUA.
- 7 noiembrie: Președintele Barack Obama a câștigat un nou mandat de 4 ani la Casa Albă cu 275 de voturi electorale, după ce și-a adjudecat Ohio, unul din statele cheie. Un candidat are nevoie de 270 de voturi în colegiul electoral pentru a câștiga cursa prezidențială.
- 8 noiembrie: Cel puțin 48 de persoane au murit, 150 au fost rănite și 23 sunt date dispărute în urma unui cutremur cu magnitudinea de 7,4 grade Richter înregistrat miercuri pe coasta pacifică a Guatemalei.
- 8 noiembrie: „Al 51-lea stat” pe harta SUA. Locuitorii din Puerto Rico au votat să devină americani.
- 8 noiembrie: Transfer de putere în China.
- 9 noiembrie: Directorul CIA generalul David Petraeus demisionează în urma dezvăluirii unei relații extraconjugale cu biografa sa. Scandalul îl afectează și pe generalul John Allen, actualul comandant al forțelor aliate în Afganistan. Nominalizarea sa, așteptată la conducerea supremă a NATO, este suspendată.
- 9 noiembrie: Un avion cargo al armatei algeriene s-a prăbușit, vineri după-amiază, în sudul Franței.
- 10 noiembrie: Un elicopter militar turc s-a prăbușit sâmbătă în orașul Siirt, situat în sud-estul Turciei. Incidentul s-a soldat cu moartea a 17 persoane aflate la bordul aparatului.
- 10 noiembrie: Armata siriană a distrus o navă care transporta insurgenți, pe Fluviul Eufrat, în partea de nord-est a Siriei.
- 10 noiembrie: Cel puțin 20 de militari sirieni au fost uciși sâmbătă în explozia a două vehicule-capcană în orașul Daraa, situat în sudul Siriei.
- 11 noiembrie: Schimburi de focuri au avut loc în cursul nopții de sambătă spre duminică la frontiera dintre Israel și Fâșia Gaza. Confruntările s-au soldat cu moartea a cel puțin 4 palestinieni și rănirea a 8 israelieni, în timp ce statul evreu amenință cu o ofensivă de amploare.
- 11 noiembrie: Un cutremur cu magnitudinea de 6,6 grade Richter s-a produs duminică, în Myanmar, provocând moartea a cel puțin 13 persoane și rănirea altor 40.
- 11 noiembrie: Israelul a lansat, duminică, obuze de artilerie spre teritoriul sirian, pentru prima dată după 1973, ripostând astfel la tiruri de obuze provenind din Siria.
- 11 noiembrie: Peste 30 de rachete lansate din Fâșia Gaza au lovit Israelul, după ce ieri a izbucnit o luptă în urmă căreia au fost uciși 6 palestinieni.
- 11 noiembrie: Fostul premier social-democrat Borut Pahor a creat o enormă surpriză, devansându-l pe președintele în exercițiu Danilo Türk (centru-stânga) în primul tur al alegerilor prezidențiale din Slovenia.
- 13 noiembrie: Eclipsă totală de soare vizibilă în nordul Australiei și în Pacificul de Sud.
- 14 noiembrie: Israelul a efectuat miercuri peste 20 de raiduri aeriene în Fâșia Gaza, 6 palestinieni fiind uciși, printre ei numărându-se liderul aripii militare a Hamas, Ahmad Jaabari.
- 15 noiembrie: Xi Jinping i-a succedat lui Hu Jintao la conducerea Partidului Comunist Chinez (PCC).
- 15 noiembrie: Un cutremur cu magnitudinea de 6,8 grade Richter a avut loc, în cursul nopții de vineri spre sâmbătă, în largul coastelor Rusiei, în Oceanul Pacific. Cutremurul a avut loc sâmbătă la ora locală 4:12 (vineri, 20:12, ora României), în Oceanul Pacific, la o adâncime de 4,9 km.

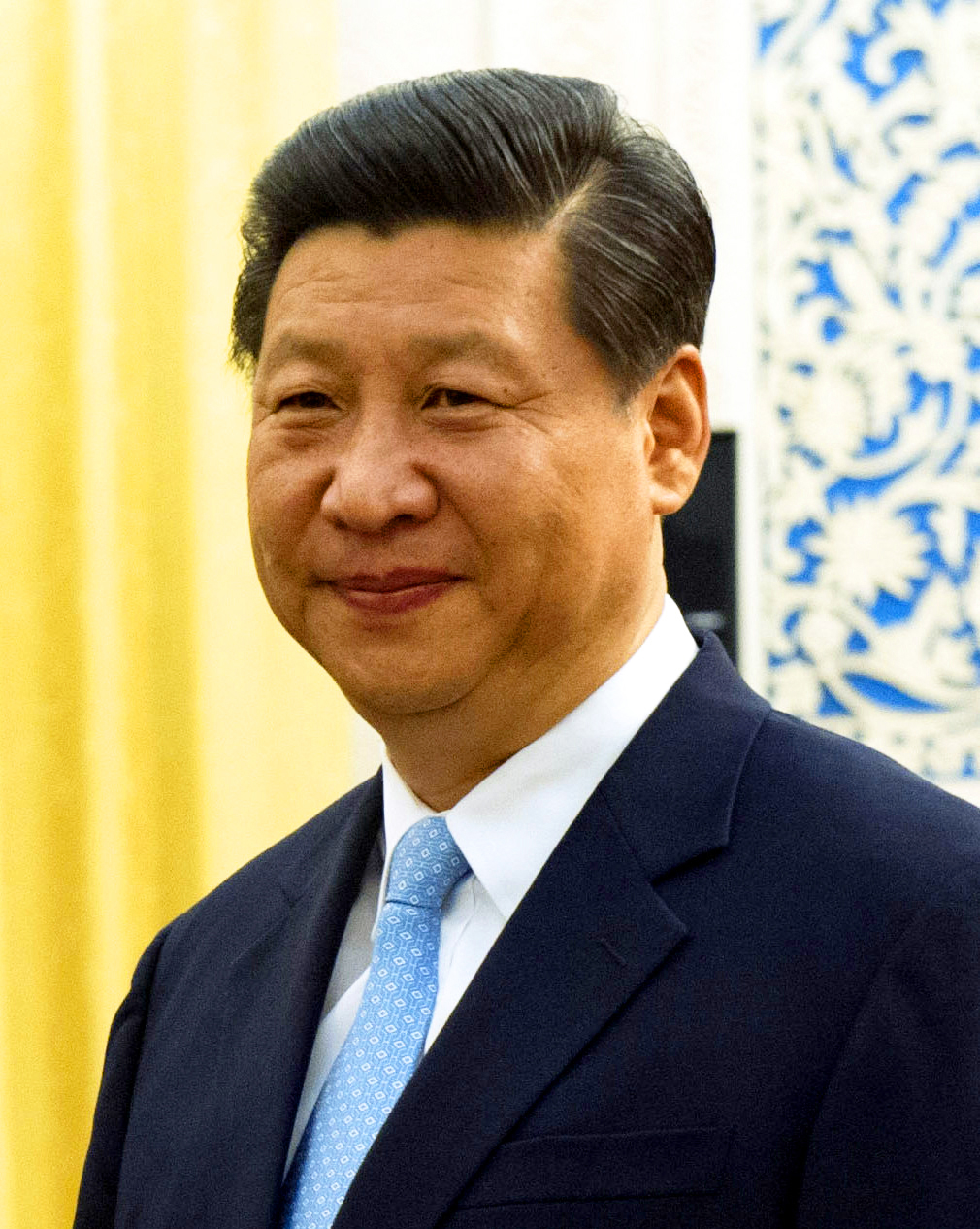
Xi Jinping, noul secretar-general al Partidului Comunist Chinez și președinte al Comisiei Militare Centrale a PCC, nominalizat și pentru funcția supremă de președinte al Republicii Chineze

- 20 noiembrie: Rebeli din cadrul M23 preiau aproape fără lupte controlul asupra orasului strategic Goma, capitala provinciei Nord-Kivu, în estul Republicii Democrate Congo (RDC). Ei se retrag din oraș la 1 decembrie, în urma unei mobilizări internaționale puternice.
- 22 noiembrie: Începe o gravă criză politică marcată de violențe, în urma unui decret prin care președintele Egiptului, Mohamed Morsi, își arogă puteri excepționale, care îl plasează deasupra oricărui control judiciar. Constituția este aprobată la 25 decembrie prin referendum, cu 63,8% din voturi.
- 25 noiembrie-2 decembrie: Taifunul Bopha, cunoscut ca "Pablo" în Filipine, a ucis 1.020 de oameni, 844 fiind dați dispăruți și cauzând daune majore în insula Mindanao.
- 27 noiembrie: Liderul istoric palestinian Yasser Arafat, decedat in 2004, este exhumat la Ramallah și sunt efectuate prelevări de pe rămășițele acestuia, predate unor experți internaționali cu scopul de a stabili dacă a fost otrăvit cu poloniu.
- 28 noiembrie: Periferia Damascului este afectată de cel mai sângeros atentat în rândul civililor (peste 54 de morți), la Jaramana, o localitate cu populație majoritară de druzi și creștini.
- 29 noiembrie: Palestina a devenit joi stat observator la ONU, în urma unui vot istoric al Adunării Generale, în pofida opoziției Statelor Unite ale Americii și Israelului.

## Decese
- 1 noiembrie: Mitch Lucker, 28 ani, muzician american (n. 1984)
- 2 noiembrie: Shreeram Shankar Abhyankar, 82 ani, matematician indian (n. 1930)
- 3 noiembrie: Vasili Vladimirov, 89 ani, matematician rus (n. 1923)
- 5 noiembrie: Elliott Cook Carter jr., 103 ani, compozitor american (n. 1908)
- 5 noiembrie: Abdelwahab Meddeb, 65 ani, eseist, scriitor și animator de radio, francez (n. 1946)
- 6 noiembrie: Patriarhul Maxim al Bulgariei (n. Marin Naidenov Minkov), 98 ani (n. 1914)
- 9 noiembrie: Iurie Darie (n. Iurie Darie-Maximciuc), 83 ani, actor român (n. 1929)
- 11 noiembrie: Ilia Oleinikov, 65 ani, actor de comedie rus, personalitate TV (n. 1947)
- 11 noiembrie: Adrian Rusu, 66 ani, inginer român (n. 1946)
- 12 noiembrie: Petre Partal, 60 ani, deputat român (n. 1952)
- 14 noiembrie: Ahmed al-Jabari, 51 ani, militant palestinian Hamas (n. 1960)
- 15 noiembrie: Théophile Abega, 58 ani, fotbalist camerunez (n. 1954)
- 17 noiembrie: Billy Scott, 70 ani, artist R&B american (n. 1942)
- 20 noiembrie: Traian Mândru, 60 ani, senator român (2004-2008), (n. 1951)
- 21 noiembrie: Șerban Ionescu, 62 ani, actor român (n. 1950)
- 22 noiembrie: Bryce Courtenay, 79 ani, scriitor australian (n. 1933)
- 22 noiembrie: Mel Shaw, 97 ani, animator american (n.1915)
- 22 noiembrie: Harald Siegmund, 82 ani, pastor evanghelic și scriitor de limba germană, de etnie român (n. 1930)
- 23 noiembrie: Achim Nica, 82 ani, interpret român de muzică populară din zona Banatului (n. 1930)
- 23 noiembrie: Larry Hagman (Larry Martin Hagman), 81 ani, actor american (Dallas), (n. 1931)
- 26 noiembrie: Joseph Edward Murray, 93 ani, medic chirurg american, laureat al Premiului Nobel (1990), (n. 1919)
- 28 noiembrie: Erik Izraelewicz, 58 ani, jurnalist francez, director al ziarului Le Monde (n. 1954)
- 28 noiembrie: Zig Ziglar (n. Hilary Hinton Ziglar), 86 ani, autor american de cărți de literatură motivațională (n. 1926)
- 30 noiembrie: Inder Kumar Gujral, 92 ani, prim-ministru al Indiei (1997-1998), (n. 1919)